# Jamshid Sharmahd
Jamshid Sharmahd (em persa: جمشید شارمهد; Teerã, 23 de março de 1955 – Teerã, 28 de outubro de 2024) foi um engenheiro de software germano-iraniano residente nos EUA. Sharmahd foi alvo do governo iraniano por suas conexões com o Tondar, um grupo monarquista iraniano envolvido em ataques violentos. Ele foi sequestrado por agentes iranianos em um desaparecimento forçado em 2020. Em um julgamento de 2023 condenado pela Anistia Internacional, Alemanha, Estados Unidos e Conselho Europeu, Sharmahd foi condenado à morte. Ele foi mantido em confinamento solitário até sua execução em 28 de outubro de 2024.

## Biografia
Jamshid Sharmahd nasceu em Teerã, Irã, em 23 de março de 1955. Quando tinha sete anos, mudou-se com seu pai para Hanover, Alemanha Ocidental, onde cresceu em uma casa germano-iraniana. Ele era zoroastriano. Ele estudou para se tornar um eletricista e, em 1980, retornou brevemente ao Irã, onde se casou. Em 1983, ele retornou à Alemanha Ocidental com sua esposa e filha. Ele se tornou um cidadão alemão naturalizado em 1995.
Sharmahd estabeleceu sua própria empresa de software e em 2003 mudou-se para os Estados Unidos, onde se tornou residente permanente (portador do green card). Depois de se mudar para os EUA, Sharmahd residiu na área de Los Angeles, morando em Glendora, Califórnia. Sharmahd tinha doença de Parkinson.
De acordo com a filha de Sharmahd, ele forneceu suporte técnico e serviços de design de site para Tondar ("Trovão"). uma plataforma de notícias e movimento de oposição monarquista. Entre a gama de grupos de oposição iranianos, Tondar é considerado obscuro. O governo iraniano acusa Tondar de ser uma organização terrorista, o que os membros do grupo negam. A filha de Sharmahd disse que ele se envolveu mais na publicação e transmissão na web do grupo em 2007, depois que o líder do grupo Frood Fouladvand foi sequestrado na Turquia. Sharmahd ajudou a operar a programação de televisão e rádio de Tondar em Los Angeles, incluindo uma estação de rádio via satélite acessível no Irã. Embora seu trabalho não tivesse a intenção de ser creditado, um erro técnico levou à exposição do nome de Sharmahd na plataforma pública. Após seu sequestro em 2020, o governo iraniano afirmou que Sharmahd comandava o Tondar, parte da Assembleia do Reino do Irã.
Membros do grupo na Califórnia temiam represálias de agentes iranianos, e o antigo escritório de Tondar em Los Angeles foi assaltado duas vezes. Sharmahd foi alvo do governo iraniano. Mohammad Reza Sadeghnia foi preso em julho de 2009 perto do aeroporto de Los Angeles e se declarou culpado no Tribunal Superior de Los Angeles por tentar contratar um assassino para matar Sharmahd, mas em 2010 faltou à data do julgamento e fugiu para o Irã. O advogado de Sadeghnia negou que seu cliente fosse um agente iraniano, e disse que a acusação decorreu dos comentários bêbados de seu cliente que ele não poderia ter realizado.

## Sequestro em Dubai
No final de julho de 2020, agentes secretos do Ministério da Inteligência do Irã sequestraram Sharmahd e o levaram para o Irã. Sharmahd estava em Dubai, onde aguardava um voo de conexão para a Índia, quando foi sequestrado. Sua última mensagem para sua família foi recebida em 28 de julho de 2020. Dados de rastreamento de celular mostraram movimentos para o sul de Dubai para Al Ain no dia seguinte, e depois para Sohar, Omã, em 30 de julho, quando o rastreamento terminou. O Ministério da Inteligência iraniano disse que havia apreendido Sharmahd em uma "operação complexa", mas não forneceu detalhes.
O governo iraniano alegou que Sharmahd foi responsável por um ataque de 2008 a uma mesquita em Shiraz que matou 14 pessoas e feriu 200; também alegou que em 2017 ele havia revelado "informações confidenciais" sobre locais de mísseis da Guarda Revolucionária. O Grupo de Trabalho sobre Detenção Arbitrária declarou que "o Sr. Sharmahd está sendo privado de sua liberdade como resultado do exercício do direito à liberdade de opinião e expressão." Sharmahd negou todas as acusações, e sua família fez campanha por sua libertação. O sequestro de Sharmahd foi um de uma série de planos de sequestro orquestrados pelo governo iraniano contra dissidentes, como parte de sua campanha de repressão transnacional. O sequestro de Sharmahd foi comparado ao caso anterior de Ruhollah Zam, um jornalista exilado que foi atraído de volta ao Irã e executado em 2020.

## Prisão e execução no Irã
Em fevereiro de 2023, Sharmahd foi condenado à morte por um Tribunal Revolucionário em Teerã sob acusações de "corrupção na Terra por planejar e dirigir ataques terroristas". A Suprema Corte iraniana confirmou a sentença de morte em 26 de abril de 2023. A Anistia Internacional condenou o julgamento como grosseiramente injusto, relatando que as autoridades iranianas torturaram Sharmahd enquanto ele estava detido, o mantiveram em confinamento solitário por longos períodos e negaram a ele acesso aos seus medicamentos para a doença de Parkinson e outros tratamentos. O julgamento foi supervisionado por Abolghasem Salavati, um juiz leal ao regime iraniano que presidiu outros processos de dissidentes.
Os governos alemão e norte-americano também condenaram o julgamento como uma farsa, com a ministra alemã das Relações Exteriores, Annalena Baerbock, dizendo que Sharmahd "nunca teve nem mesmo a aparência de um julgamento justo". Sharmahd foi repetidamente negado assistência consular alemã e acesso a julgamentos. Em resposta à sentença, a Alemanha expulsou dois diplomatas iranianos.
Em 2022, o Grupo de Trabalho sobre Detenção Arbitrária (WGAD) divulgou um documento de 13 páginas confirmando a prisão de Sharmahd, desaparecimento forçado, violações de direitos humanos e tortura. O WGAD concluiu que a detenção de Sharmahd foi arbitrária e pediu sua "libertação imediata e incondicional". Em janeiro de 2023, Friedrich Merz, presidente do grupo parlamentar CDU/CSU, assumiu o patrocínio político de Sharmahd. Merz tentou viajar para o Irã para verificar a saúde de Sharmahd, mas as autoridades iranianas negaram-lhe o visto. Merz exigiu repetidamente a libertação de Sharmahd e apelou ao governo alemão para "intensificar significativamente os seus esforços para libertar Jamshid Sharmahd". Em abril de 2023, o Conselho Europeu condenou publicamente a sentença de morte de Sharmahd.
Sharmahd foi executado em Teerã em 28 de outubro de 2024, aos 69 anos. A mídia estatal iraniana anunciou sua execução. O chanceler alemão Olaf Scholz condenou a execução e a chamou de "um escândalo". Baerbock, o ministro das Relações Exteriores alemão, condenou "o assassinato de Jamshid Sharmahd pelo regime iraniano nos termos mais fortes possíveis". A filha de Sharmahd criticou os governos dos EUA e da Alemanha, alegando que eles não fizeram o suficiente para garantir a libertação de Sharmahd. Ela pediu o retorno do corpo de Sharmahd para o sepultamento de acordo com os ritos funerários zoroastrianos. Masih Alinejad, um ativista iraniano-americano que teria sido alvo de uma tentativa de assassinato iraniana frustrada pelas autoridades dos EUA, disse em resposta à execução: "A República Islâmica não entende nenhuma linguagem de paz ou diplomacia. Sua linguagem é a de tomada de reféns, execução, assassinato e assassinato." A Iran Human Rights, uma ONG sediada em Oslo, registrou o assassinato de Sharmahd como uma das pelo menos 166 execuções realizadas no Irã em outubro de 2024.
Em 5 de novembro de 2024, um porta-voz do judiciário iraniano afirmou que Sharmahd morreu antes que pudesse ser executado, contradizendo as declarações anteriores do governo iraniano. O oficial não deu detalhes. O Ministério das Relações Exteriores alemão, em resposta, declarou: "Sua morte foi confirmada para nós pelo lado iraniano. Jamshid Sharmahd foi sequestrado pelo Irã e mantido preso por anos sem um julgamento justo, em condições desumanas e sem os cuidados médicos necessários. O Irã é responsável por sua morte."

## Consequências diplomáticas
O sequestro e a execução de Sharmahd pioraram as relações Alemanha-Irã. No dia seguinte à sua execução, a Alemanha convocou o encarregado de negócios do Irã para registrar um protesto diplomático formal. O embaixador alemão no Irã, Markus Potzel, também apresentou um protesto às autoridades iranianas e foi chamado de volta a Berlim. O Ministério das Relações Exteriores alemão também ordenou o fechamento de todos os três consulados iranianos na Alemanha (em Frankfurt, Hamburgo e Munique), deixando apenas a embaixada iraniana em Berlim. Como parte do fechamento dos consulados gerais iranianos na Alemanha, 32 diplomatas iranianos foram destituídos de suas autorizações de residência.
Josep Borrell, o Alto Representante da União Europeia para Relações Exteriores, chamou a execução de Sharmahd de "terrível" e disse que estava "prejudicando seriamente" as relações UE-Irã. Borrell observou que a UE impôs novas sanções contra o Irã pouco antes de Sharmahd ser morto e consideraria "medidas direcionadas e significativas" adicionais contra o Irã, incluindo adicionar sua Guarda Revolucionária Islâmica à lista de grupos terroristas da UE.